# Cyrtopogon praepes
Cyrtopogon praepes är en tvåvingeart som beskrevs av Samuel Wendell Williston  1883. Cyrtopogon praepes ingår i släktet Cyrtopogon och familjen rovflugor. Inga underarter finns listade i Catalogue of Life.